# 亞洲企業中心
亞洲企業中心，又名亞企中心，高雄103大樓，座落在亞洲新灣區，高雄85大樓邊旁，為台灣高雄市計畫中的摩天大樓，由遠東集團規劃，為基地面積高達5,424.43坪的亞洲企業中心綜合計畫（Asia Plaza Tri-Tower Complex）中的第三期，結合旅館、辦公、商場等功能，原定於2004年興建、2008年完工，之後不斷放緩開發時程，目前還尚未有動工消息，但亞洲企業中心必須2028年前要動工，否則建造執照到期廢止。
亞洲企業中心建設完工後，亞洲企業中心將超越高雄85大樓，成為高雄市最高摩天大樓、台灣第二高摩天大樓及台灣第二棟超過400公尺的建築物。

## 歷史
- 1997年7月26日，亞洲企業中心綜合計畫第一期—17層樓的高雄大遠百購物中心動工[4]。
- 2001年10月，FE21' MegA 大遠百高雄店開業。

## 建築設計
亞洲企業中心底部平面呈多角形，外牆以玻璃帷幕覆面，整體建築外觀成竹節形，喻意節節上升。